# 1001 (число)
1001 (одна тысяча один) — натуральное число, расположенное между числами 1000 и 1002. Оно не является простым числом, а относительно последовательности простых чисел расположено между 997 и 1009.

## Арифметические свойства
Число 1001 является нечётным натуральным числом, которое представимо в виде произведения последовательно расположенных простых чисел 7 × 11 × 13. Число 1001 может служить основой для проверки делимости любых чисел на 7, 11 и 13. 
В дополнении к этому, при умножении на него любого трёхзначного числа его представление в десятичной позиционной системе будет выглядеть как это самое число, записанное два раза подряд. Доказательство этого факта может быть получено, если представить число 1001 в виде следующей декомпозиции: